# Gaillon-sur-Montcient
Ne pas confondre avec Gaillon dans le département de l'Eure.
Gaillon-sur-Montcient [ɡajɔ̃ syʁ mɔ̃sjɑ̃] est une commune du département des Yvelines, dans la région Île-de-France, en France.
Le village se trouve dans la vallée de la Montcient, petite rivière affluent de l'Aubette de Meulan. La commune de Gaillon-sur-Montcient se trouve dans le périmètre du parc naturel régional du Vexin français.
Ses habitants sont appelés les Gaillonnais.

## Géographie

Localisation de Gaillon-sur-Montcient dans les Yvelines.

### Situation
La commune de Gaillon-sur-Montcient est située dans le nord du département des Yvelines, à la limite du Val-d'Oise, à 17 km environ au nord-est de Mantes-la-Jolie, sous-préfecture, et à 34 km environ au nord-ouest de Versailles, préfecture du département. Elle se trouve dans la vallée de la Montcient, dans le sud du Vexin français.

### Communes limitrophes
Gaillon-sur-Montcient est limitrophe des communes de Seraincourt à l'est, de Longuesse au nord (toutes deux communes du Val-d'Oise), de Tessancourt-sur-Aubette à l'est, de Meulan-en-Yvelines et Hardricourt au sud.

### Hydrographie
La commune se trouve dans le bassin versant de l'Aubette de Meulan, affluent de la Seine. Elle est irriguée, dans la partie sud du territoire, par la Montcient, ruisseau de 11 km de long qui prend sa source à Sailly et rejoint l'Aubette de Meulan à Hardricourt.

### Climat
Pour des articles plus généraux, voir Climat de l'Île-de-France et Climat des Yvelines.
En 2010, le climat de la commune est de type climat océanique dégradé des plaines du Centre et du Nord, selon une étude du CNRS s'appuyant sur une série de données couvrant la période 1971-2000. En 2020, Météo-France publie une typologie des climats de la France métropolitaine dans laquelle la commune est exposée à un climat océanique et est dans la région climatique Sud-ouest du bassin Parisien, caractérisée par une faible pluviométrie, notamment au printemps (120 à 150 mm) et un hiver froid (3,5 °C).
Pour la période 1971-2000, la température annuelle moyenne est de 11 °C, avec une amplitude thermique annuelle de 14,6 °C. Le cumul annuel moyen de précipitations est de 678 mm, avec 10,3 jours de précipitations en janvier et 7,6 jours en juillet. Pour la période 1991-2020, la température moyenne annuelle observée sur la station météorologique la plus proche, située sur la commune de Boissy-l'Aillerie à 11 km à vol d'oiseau, est de 11,2 °C et le cumul annuel moyen de précipitations est de 635,8 mm,. Pour l'avenir, les paramètres climatiques de la commune estimés pour 2050 selon différents scénarios d'émission de gaz à effet de serre sont consultables sur un site dédié publié par Météo-France en novembre 2022.

## Urbanisme

### Typologie
Au 1er janvier 2024, Gaillon-sur-Montcient est catégorisée ceinture urbaine, selon la nouvelle grille communale de densité à sept niveaux définie par l'Insee en 2022.
Elle appartient à l'unité urbaine de Paris, une agglomération inter-départementale regroupant 407  communes, dont elle est une commune de la banlieue,,. Par ailleurs la commune fait partie de l'aire d'attraction de Paris, dont elle est une commune de la couronne,. Cette aire regroupe 1 929 communes,.

### Occupation des solssimplifiée
Le territoire de la commune se compose en 2017 de 81,67 % d'espaces agricoles, forestiers et naturels, 11,81 % d'espaces ouverts artificialisés et 6,51 % d'espaces construits artificialisés.

### Habitat et logement
En 2018, le nombre total de logements dans la commune était de 295, alors qu'il était de 290 en 2013 et de 285 en 2008.
Parmi ces logements, 90,9 % étaient des résidences principales, 4,2 % des résidences secondaires et 4,9 % des logements vacants. Ces logements étaient pour 87,4 % d'entre eux des maisons individuelles et pour 12,6 % des appartements.
Le tableau ci-dessous présente la typologie des logements à Gaillon-sur-Montcient en 2018 en comparaison avec celle des Yvelines et de la France entière. Une caractéristique marquante du parc de logements est ainsi une proportion de résidences secondaires et logements occasionnels (4,2 %) supérieure à celle du département (2,6 %) et à celle de la France entière (9,7 %). Concernant le statut d'occupation de ces logements, 82,3 % des habitants de la commune sont propriétaires de leur logement (76,8 % en 2013), contre 58,6 % pour les Yvelines et 57,5 pour la France entière.
| Typologie                                               | Gaillon-sur-Montcient | Yvelines | France entière |
| ------------------------------------------------------- | --------------------- | -------- | -------------- |
| Résidences principales (en %)                           | 90,9                  | 91,1     | 82,1           |
| Résidences secondaires et logements occasionnels (en %) | 4,2                   | 2,6      | 9,7            |
| Logements vacants (en %)                                | 4,9                   | 6,3      | 8,2            |

## Toponymie
Le nom de la localité est attesté sous la forme Wallonio en 1149, Gaaillon en 1265, Gallon en 1337.
Toponyme signifiant  « endroit guéable » (gué sur la Montcient).
Voir toponymie de Gaillon (Eure).
La Montcient est une petite rivière, affluent de la rive droite de l'Aubette de Meulan, qui coule dans le nord des Yvelines, sous-affluent de la Seine, qui traverse la commune.

## Histoire
Village d'origine gallo-romaine[réf. nécessaire].

## Politique et administration

### Rattachements administratifs et électoraux

#### Rattachements administratifs
Antérieurement à la loi du 10 juillet 1964, la commune faisait partie du département de Seine-et-Oise. La réorganisation de la région parisienne en 1964 fit que la commune appartient désormais au département des Yvelines et à son arrondissement de Mantes-la-Jolie après un transfert administratif effectif au 1er janvier 1968.
Elle faisait partie depuis 1793 du canton de Meulan de Seine-et-Oise puis des Yvelines. Dans le cadre du redécoupage cantonal de 2014 en France, cette circonscription administrative territoriale a disparu, et le canton n'est plus qu'une circonscription électorale.

#### Rattachements électoraux
Pour les élections départementales, la commune est membre depuis 2014 du canton des Mureaux
Pour l'élection des députés, elle fait partie de la septième circonscription des Yvelines.

### Intercommunalité
Gaillon-sur-Montcient était membre de la communauté d'agglomération Seine et Vexin, un établissement public de coopération intercommunale (EPCI) à fiscalité propre créé en 2014 et auquel la commune avait transféré un certain nombre de ses compétences, dans les conditions déterminées par le code général des collectivités territoriales.
Dans le cadre des dispositions de la loi de modernisation de l'action publique territoriale et d'affirmation des métropoles (loi MAPAM), qui prévoit la création d'intercommunalités importantes en seconde couronne parisienne, capables de dialoguer avec la métropole du Grand Paris créée par la même loi,  cette intercommunalité a fusionné avec ses voisines pour former, le 1er janvier 2016, la communauté urbaine Grand Paris Seine et Oise dont est désormais membre la commune.

### Liste des maires
| Période                                  | Période                   | Identité                  | Étiquette | Qualité                                                                          |
| ---------------------------------------- | ------------------------- | ------------------------- | --------- | -------------------------------------------------------------------------------- |
| Les données manquantes sont à compléter. |                           |                           |           |                                                                                  |
| 1970                                     | 2008                      | M. Claude Durand,         |           | Chevalier de l'Ordre national du Mérite                                          |
| mars 2008                                | mai 2022                  | Jean-Luc Gris             |           | Vice-président de la CU Grand Paris Seine et Oise (2016 → 2022) Mort en fonction |
| septembre 2022                           | En cours (au 8 mars 2023) | Marie-Christine Dubernard |           | Professions intermédiaires de la santé et du travail social                      |

## Population et société

### Démographie

#### Évolution démographique
L'évolution du nombre d'habitants est connue à travers les recensements de la population effectués dans la commune depuis 1793. Pour les communes de moins de 10 000 habitants, une enquête de recensement portant sur toute la population est réalisée tous les cinq ans, les populations de référence des années intermédiaires étant quant à elles estimées par interpolation ou extrapolation. Pour la commune, le premier recensement exhaustif entrant dans le cadre du nouveau dispositif a été réalisé en 2004.

En 2022, la commune comptait 691 habitants, en évolution de +1,17 % par rapport à 2016 (Yvelines : +2,72 %, France hors Mayotte : +2,11 %).
| 1793 | 1800 | 1806 | 1821 | 1831 | 1836 | 1841 | 1846 | 1851 |
| ---- | ---- | ---- | ---- | ---- | ---- | ---- | ---- | ---- |
| 353  | 313  | 339  | 287  | 320  | 313  | 294  | 282  | 307  |

| 1856 | 1861 | 1866 | 1872 | 1876 | 1881 | 1886 | 1891 | 1896 |
| ---- | ---- | ---- | ---- | ---- | ---- | ---- | ---- | ---- |
| 319  | 332  | 324  | 290  | 307  | 308  | 295  | 298  | 307  |

| 1901 | 1906 | 1911 | 1921 | 1926 | 1931 | 1936 | 1946 | 1954 |
| ---- | ---- | ---- | ---- | ---- | ---- | ---- | ---- | ---- |
| 293  | 280  | 299  | 264  | 263  | 238  | 271  | 276  | 389  |

| 1962 | 1968 | 1975 | 1982 | 1990 | 1999 | 2004 | 2006 | 2009 |
| ---- | ---- | ---- | ---- | ---- | ---- | ---- | ---- | ---- |
| 332  | 358  | 489  | 516  | 599  | 646  | 657  | 669  | 679  |

| 2014 | 2019 | 2022 | - | - | - | - | - | - |
| ---- | ---- | ---- | - | - | - | - | - | - |
| 679  | 665  | 691  | - | - | - | - | - | - |

#### Pyramide des âges
En 2018, le taux de personnes d'un âge inférieur à 30 ans s'élève à 34 %, soit en dessous de la moyenne départementale (38 %). De même, le taux de personnes d'âge supérieur à 60 ans est de 20,3 % la même année, alors qu'il est de 21,7 % au niveau départemental.
En 2018, la commune comptait 331 hommes pour 340 femmes, soit un taux de 50,67 % de femmes, légèrement inférieur au taux départemental (51,32 %).
Les pyramides des âges de la commune et du département s'établissent comme suit.
| Hommes | Classe d’âge | Femmes |
| ------ | ------------ | ------ |
| 0,6    | 90 ou +      | 1,5    |
| 5,5    | 75-89 ans    | 4,7    |
| 14,0   | 60-74 ans    | 14,2   |
| 28,4   | 45-59 ans    | 30,0   |
| 15,5   | 30-44 ans    | 17,5   |
| 15,5   | 15-29 ans    | 13,1   |
| 20,4   | 0-14 ans     | 19,0   |

| Hommes | Classe d’âge | Femmes |
| ------ | ------------ | ------ |
| 0,6    | 90 ou +      | 1,4    |
| 6      | 75-89 ans    | 7,8    |
| 13,5   | 60-74 ans    | 14,8   |
| 20,7   | 45-59 ans    | 20,1   |
| 19,6   | 30-44 ans    | 19,9   |
| 18,5   | 15-29 ans    | 16,8   |
| 21,2   | 0-14 ans     | 19,2   |

## Économie
- Agriculture.
- Commune résidentielle.

## Culture locale et patrimoine

### Lieux et monuments

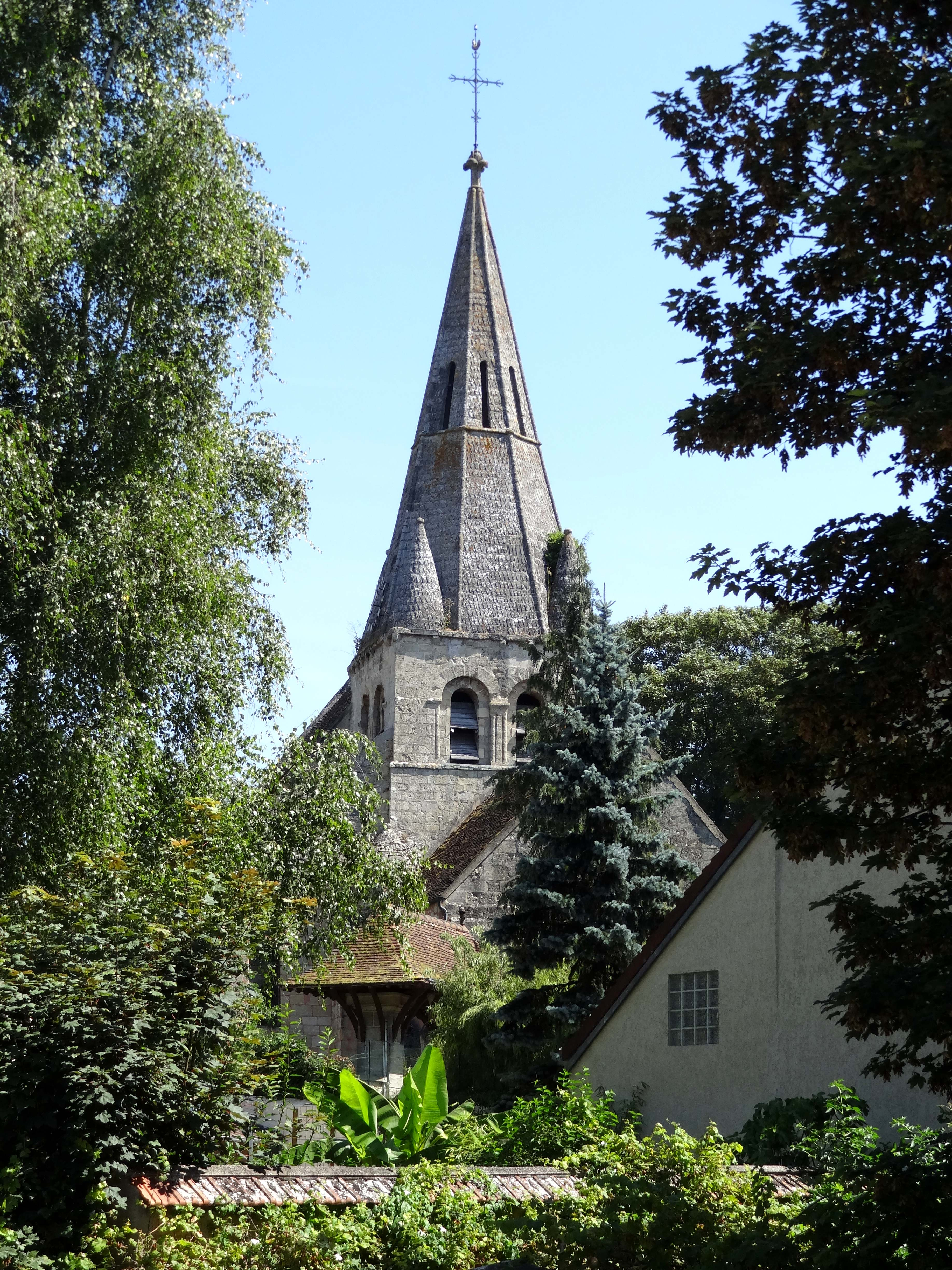
L'église Notre-Dame-de-l'Assomption.

- L' église Notre-Dame-de-l'Assomption, place de la Mairie,  Classée MH (1934, classement par arrêté du 27 janvier 1934)[27],[28].

Il s'agit probablement de l'église primitive de la paroisse, qui fut achevée vers le milieu du XIIe siècle, puis agrandie au début du XIIIe siècle.
Cette église se caractérise par sa silhouette tassée, qui est imputable au clocher roman en grande partie noyé dans les combles, mais néanmoins dominée par une élégante flèche de pierre, et aussi par le fort déséquilibre entre la nef des fidèles et les parties orientales. En effet, la nef ne compte que deux travées, et n'a jamais possédé de bas-côtés, mais est néanmoins voûtée d'ogives dès sa construction à la fin de la période romane. À l'est, le transept également roman, dont la croisée sert de base au clocher, ainsi que le chœur gothique avec ses deux collatéraux, totalisent neuf travées réparties sur trois vaisseaux.
Le chœur était à deux niveaux d'élévation, et dépassait deux fois en hauteur ses chapelles latérales, comme en témoigne toujours son chevet avec deux triplets superposés. Mais ses deux voûtes étaient insuffisamment contrebutées, et n'ont pas résisté au temps. Elles furent remplacées à la première moitié du XVIe siècle par deux voûtes flamboyantes surbaissées, qui soustraient le second niveau d'élévation à l'espace liturgique.
Ce que l'église Notre-Dame-de-l'Assomption offre de remarquable à l'intérieur sont notamment ses voûtes d'ogives romanes de la nef et de la base du clocher, qui montrent deux approches architecturales différentes dans les années 1130 / 1140, et la curieuse conception du chœur gothique, dont les grandes arcades commencent par des piliers libres du fait que le remplacement des parties romanes était prévu.
Église où ont été tournées des scènes de Maigret et l'affaire Saint-Fiacre avec Jean Gabin, en 1959.
- Le château de Gaillon du XVIe siècle, restauré au XVIIIe siècle et son parc désormais rebaptisé château de la Chouette abrite un parcours de golf.

(à ne pas confondre avec le château de Gaillon, dans l'Eure).

### Personnalités liées à la commune
- Antoine de Vion de Gaillon (1731-1812), homme politique né au chateau de Gaillon, député de la noblesse aux États généraux de 1789.

### Gaillon-sur-Montcient et le cinéma
En 1959, le film Maigret et l'affaire Saint-Fiacre, avec Jean Gabin, a été partiellement tourné dans le village.

### Galerie

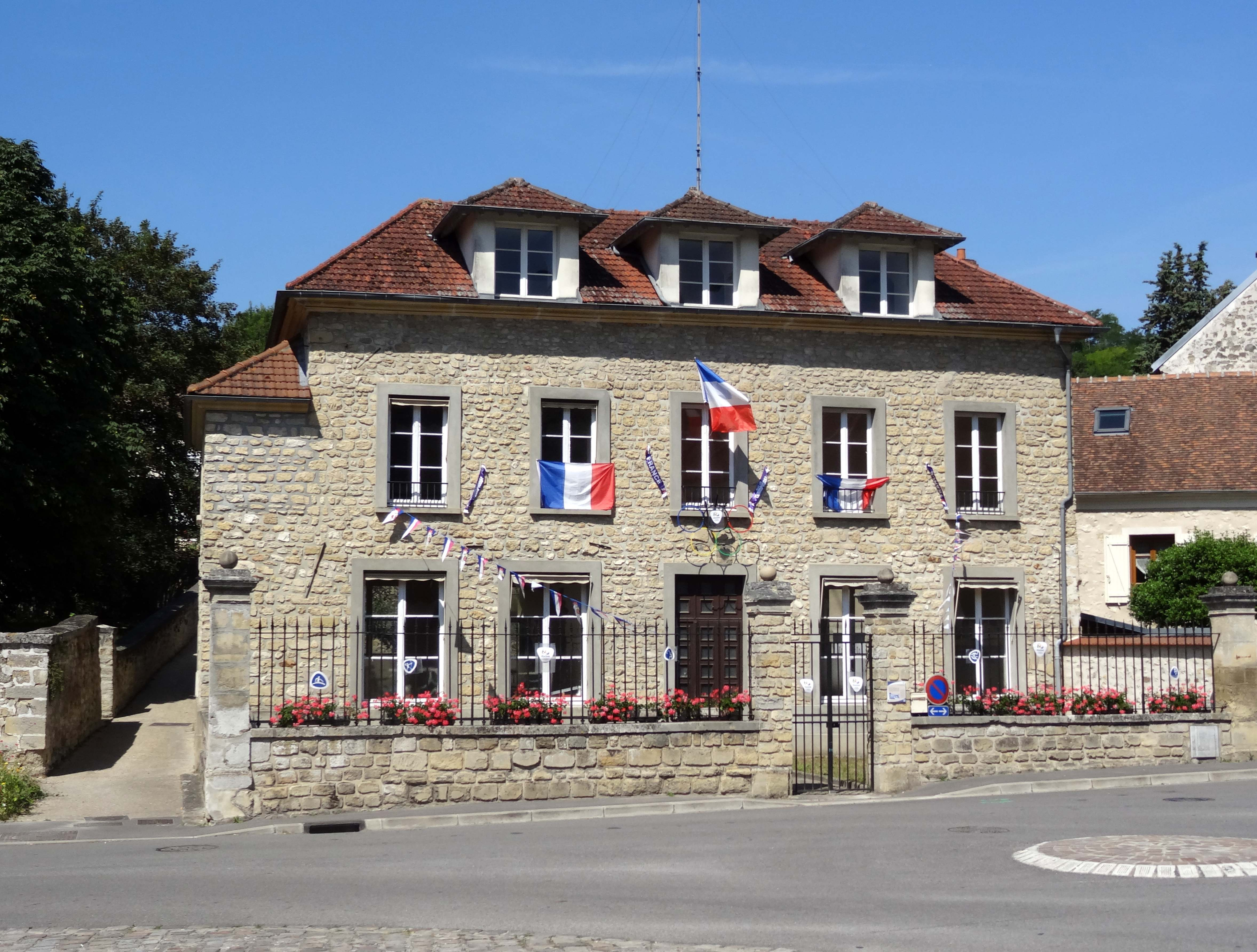
École et ancienne mairie.
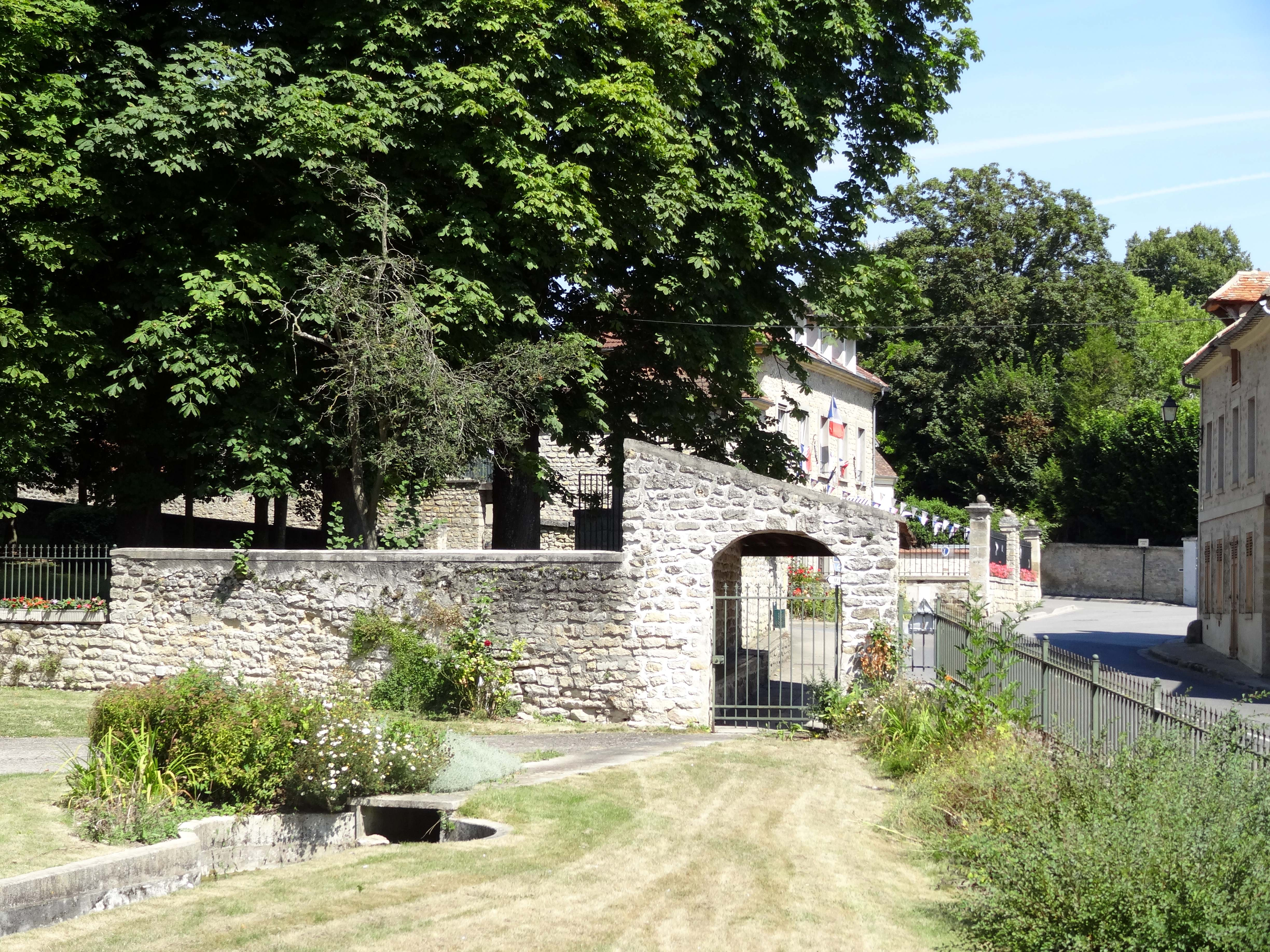
Parc de la mairie.
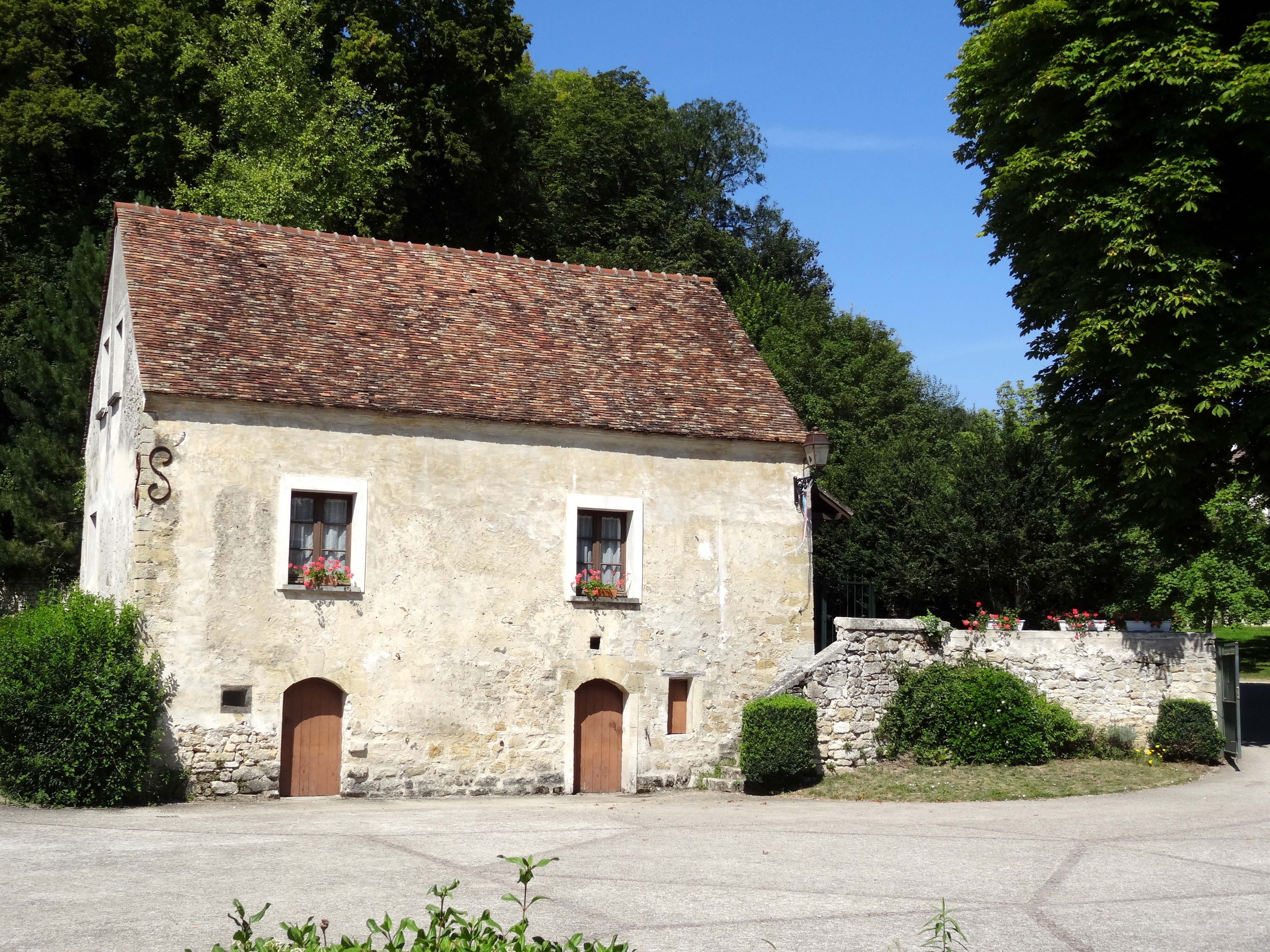
Maison dans le parc de la mairie.
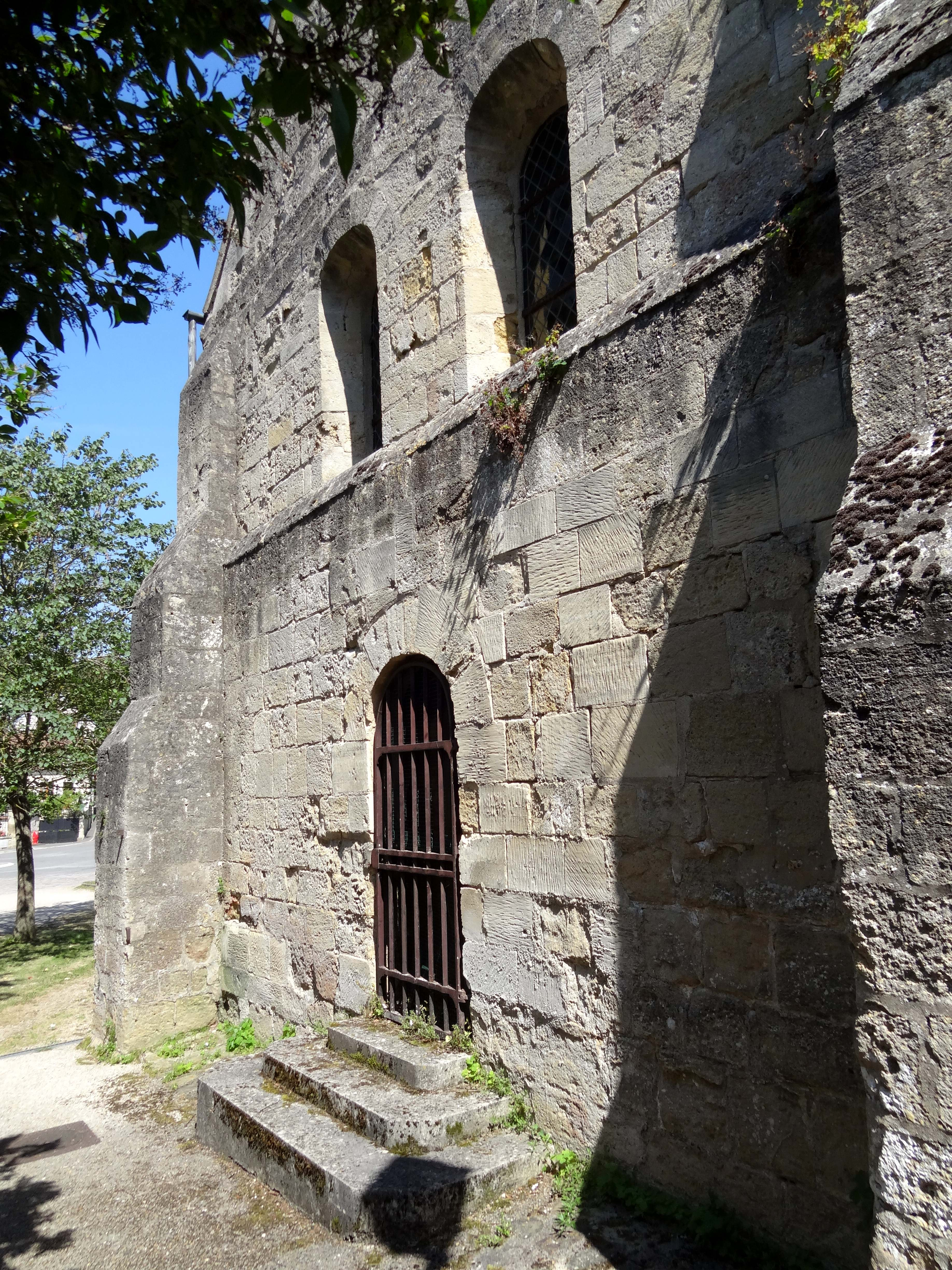
Façade occidentale de l’église Notre-Dame-de-l'Assomption.
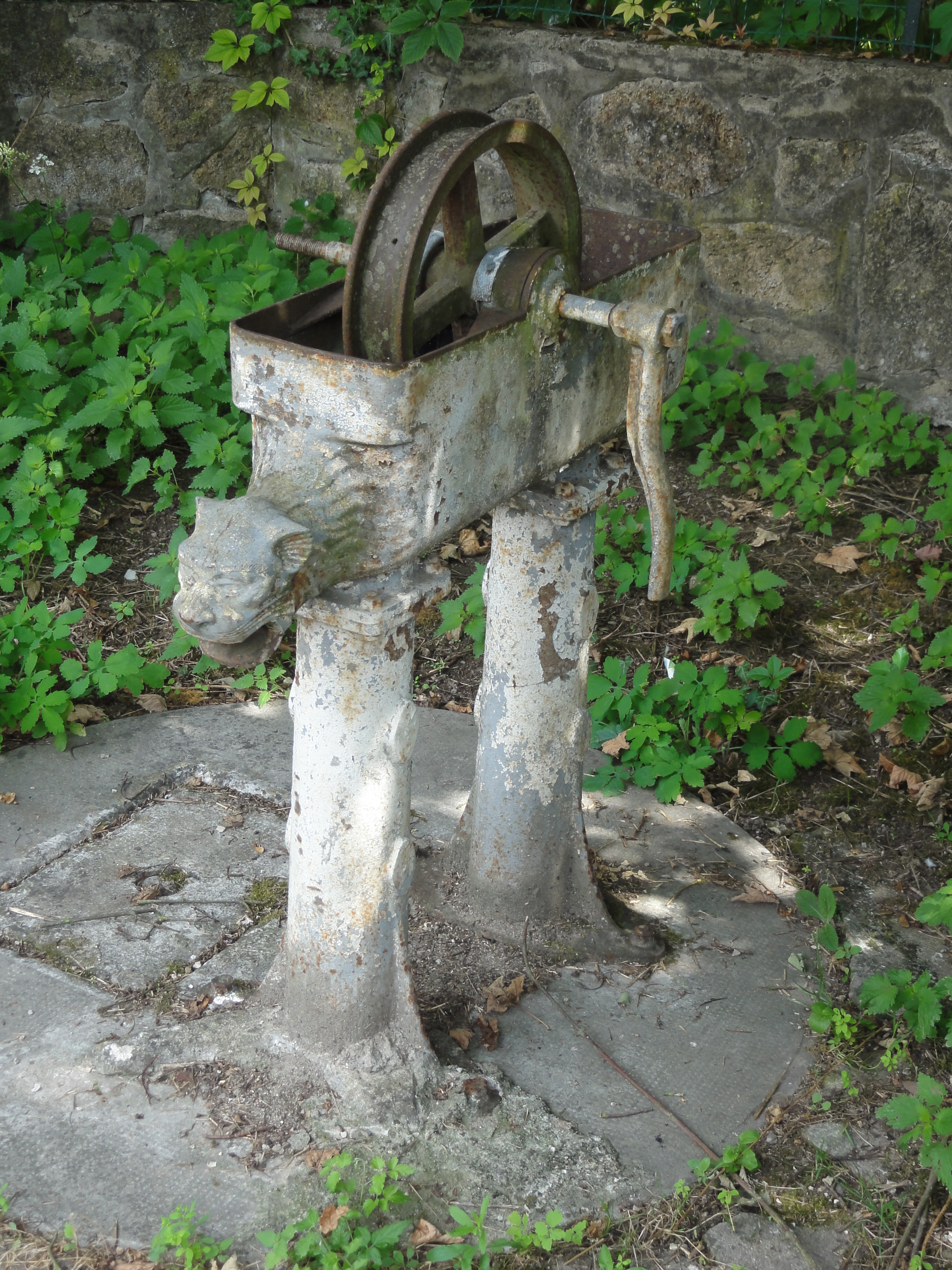
Pompe Dragor.